# Sédhiou (regio)
Sédhiou is een regio in het zuidwesten van Senegal met als hoofdstad Sédhiou. De regio bestaat sinds februari 2008 toen deze werd afgesplitst van de nu oostelijk gelegen buurregio Kolda. In 2013 had de regio naar schatting 452.000 inwoners. In 2001 waren dat naar schatting nog maar 398.000 inwoners.

## Geografie
De regio heeft een oppervlakte van 7.293 km². De Casamance stroomt van oost naar west door de regio.
Sédhiou ligt in Casamance en grenst aan twee buurlanden van Senegal:
- Twee divisies van Gambia in het noorden:
  - Lower River in het noorden en het uiterste noordwesten.
  - Western in het noordwesten.
- Twee regio's van Guinee-Bissau in het zuiden:
  - Cacheu in het zuiden.
  - Oio in het zuidoosten.

Overige grenzen heeft Sédhiou met twee buurregio's:
- Kolda in het oosten.
- Ziguinchor in het westen.

## Bestuurlijke indeling
De regio is onderverdeeld in drie departementen:

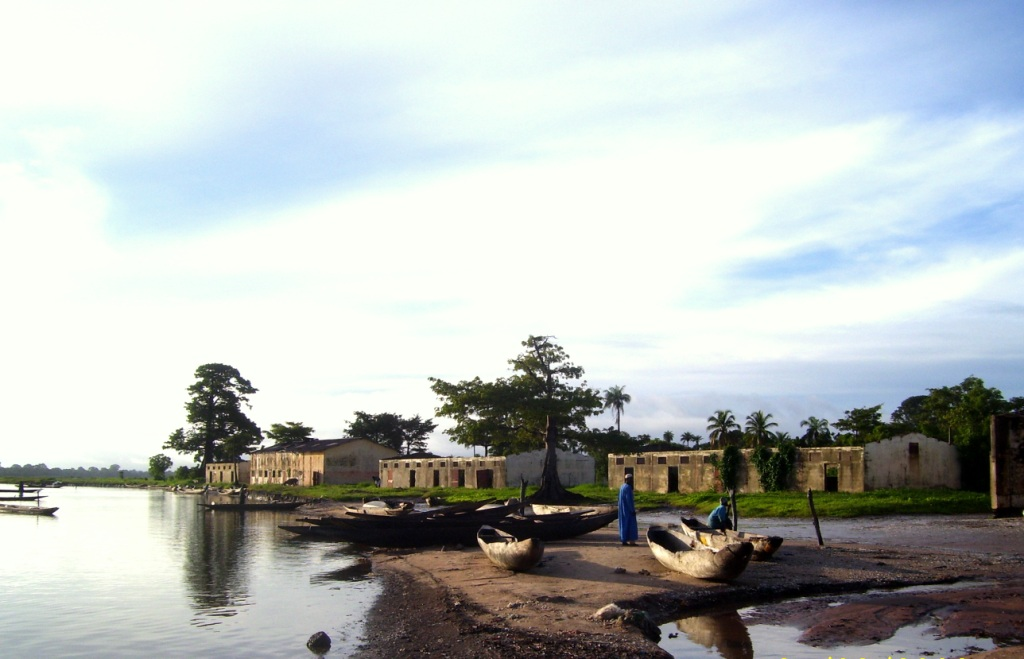
Vissers in Goudomp

- Bounkiling
- Goudomp
- Sédhiou

Dakar ·
Diourbel ·
Fatick ·
Kaffrine ·
Kaolack ·
Kédougou ·
Kolda ·
Louga ·
Matam ·
Saint-Louis ·
Sédhiou ·
Tambacounda ·
Thiès ·
Ziguinchor